# Chaetopogon fasciculatus subsp. prostratus
Chaetopogon fasciculatus subsp. prostratus é uma subespécie de planta com flor pertencente à família Poaceae. 
A autoridade científica da subespécie é (Hack. & Lange) M. Laínz, tendo sido publicada em Anales Inst. Forest. Invest. Exper. (Madrid) 10: 327. 1966.

## Portugal
Trata-se de uma subespécie presente no território português, nomeadamente em Portugal Continental.
Em termos de naturalidade é nativa da região atrás indicada.

## Protecção
Não se encontra protegida por legislação portuguesa ou da Comunidade Europeia.